# Vysoké Tatry
Vysoké Tatry ist eine Stadt in der Nordslowakei (Prešovský kraj) in der Hohen Tatra mit 3770 Einwohnern (Stand 31. Dezember 2024). Vysoké Tatry heißt auf Deutsch „Hohe Tatra“.

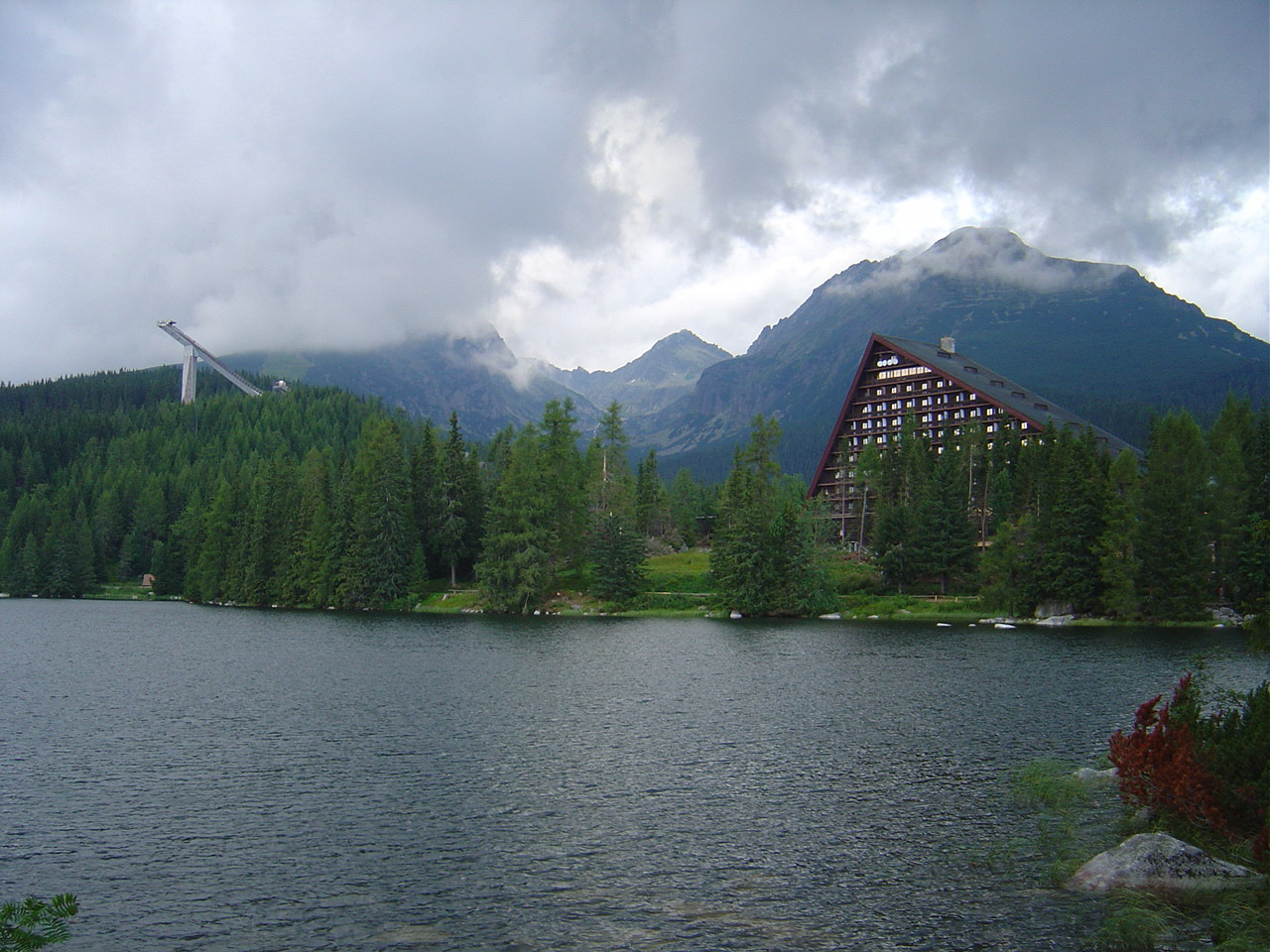
Blick auf Hotel am Tschirmer See (Štrbské Pleso)

Die Stadt wurde 1990 unter dem Namen Starý Smokovec neu gegründet und 1999 in Vysoké Tatry umbenannt. Bereits von 1947 bis 1960 existierte auf einem etwas größeren Gebiet eine Gemeinde namens Vysoké Tatry. In der Zeit von 1964 bis 1990 besaßen die einzelnen Teilgemeinden (Starý Smokovec war als Stadt eingestuft) auf dem Gebiet der ehemaligen einheitlichen Gemeinde weiterhin eine gemeinsame Verwaltung in Starý Smokovec.

## Gliederung
Heute umfasst die Stadt 15 Stadtteile in drei Katastralgemeinden:
- Štrbské Pleso
  - Štrbské Pleso (Tschirmer See, bebautes Ortsgebiet und Teile der Stadtteils gehören seit 2007 zur Gemeinde Štrba)
  - Podbanské (Untergruben)
  - Vyšné Hágy (Hochhagi)
- Starý Smokovec
  - Dolný Smokovec (Unterschmecks)
  - Horný Smokovec (Oberschmecks)
  - Nová Polianka (Neuweszterheim)
  - Nový Smokovec (Neuschmecks)
  - Starý Smokovec (Altschmecks)
  - Tatranská Polianka (Weszterheim)
  - Tatranské Zruby (Tatraheim)
- Tatranská Lomnica
  - Kežmarské Žľaby (Käsmarker Tränke)
  - Tatranská Kotlina (Höhlenhain)
  - Tatranská Lesná (Tatrawaldheim)
  - Tatranská Lomnica (Tatralomnitz)
  - Tatranské Matliare (Matlarenau)

Der Verwaltungssitz befindet sich in Starý Smokovec. Die Stadt erstreckt sich über 46 Kilometer von Podbanské (im Westen) bis nach Tatranská Kotlina (im Osten).

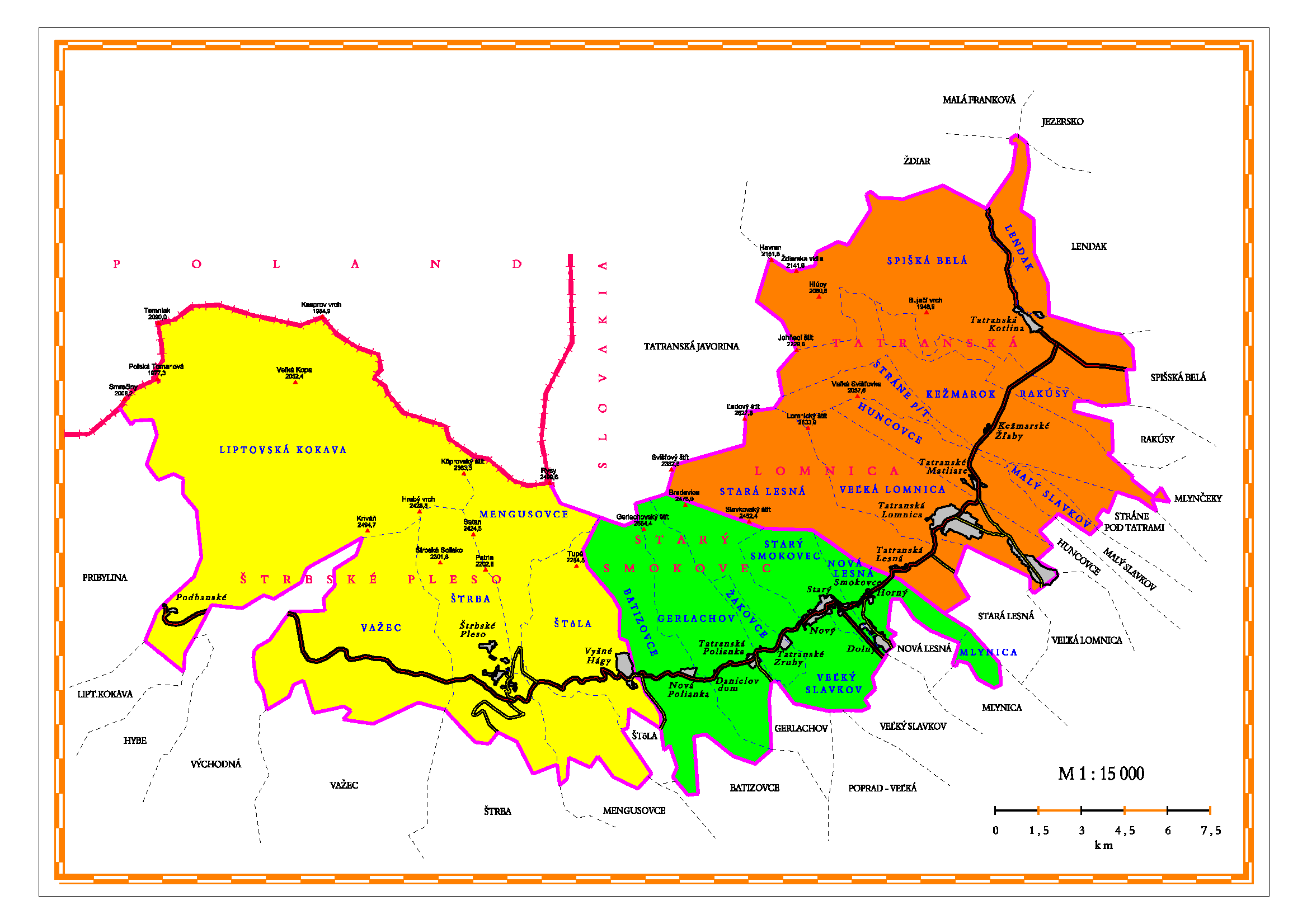
Grenzen der ehemaligen Gemeinden der Stadt vor 1947

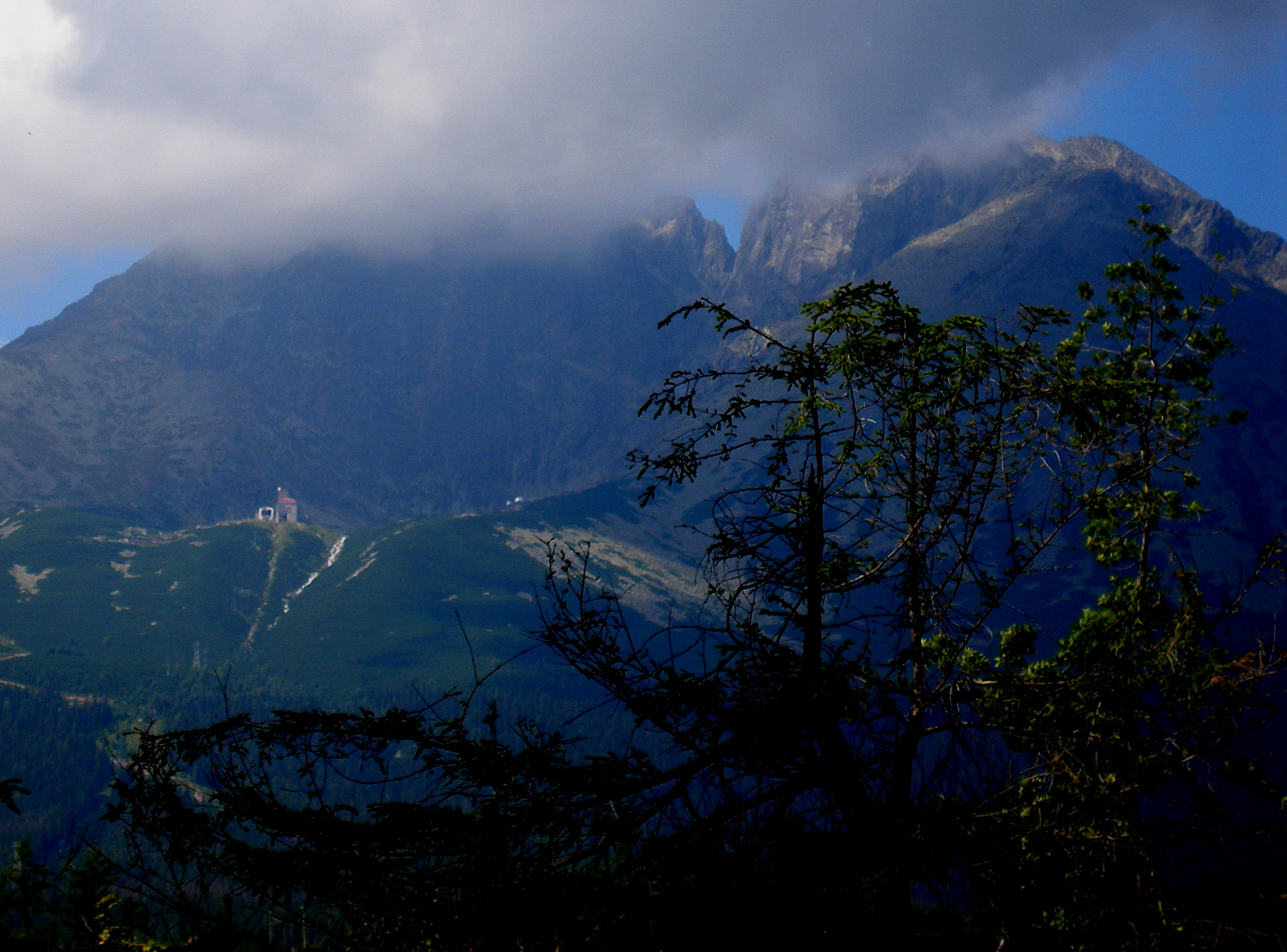
Blick auf Skalnaté Pleso

## Verkehr
Durch die Stadt verläuft die Cesta Slobody (deutsch Freiheitsstraße, Bezeichnungen: II/537 und I/66), an deren sich fast alle Siedlungen befinden. Weitere Straßen, wie die II/538 (Štrbské Pleso–Tatranská Štrba), die II/539 (Vyšné Hágy–Mengusovce), die II/534 (Starý Smokovec–Poprad) und die II/540 (Tatranská Lomnica–Veľká Lomnica), stellen die Verbindung zur Podtatranská kotlina (Unter-Tatra-Kessel) her.
In allen Teilorten befindet sich mindestens eine Bushaltestelle, in Starý Smokovec und Tatranská Lomnica liegen kleine Busbahnhöfe.
Es besteht auch eine Bahnverbindung, die schmalspurige Elektrische Tatrabahn, die die Hauptsiedlungen und die Stadt Poprad verbindet. Vielmehr die Zahnradbahn Štrba–Štrbské Pleso verbindet Štrbské Pleso mit Tatranská Štrba, einen Ortsteil von Štrba. Auf den Bahnhöfen von Poprad-Tatry, bzw. Štrba besteht ein Anschluss zur Bahnstrecke Košice–Žilina.
Der Flughafen Poprad-Tatry befindet sich 14 km von Starý Smokovec entfernt.

## Bevölkerung
| Jahr                | 1994 | 2004     | 2014     | 2024    |
| ------------------- | ---- | -------- | -------- | ------- |
| Anzahl der Personen | 5669 | 4953     | 4113     | 3770    |
| Unterschied         |      | −12,63 % | −16,95 % | −8,33 % |

| Jahr                | 2023 | 2024    |
| ------------------- | ---- | ------- |
| Anzahl der Personen | 3782 | 3770    |
| Unterschied         |      | −0,31 % |

## Sport
Im Ort fanden die Nordischen Skiweltmeisterschaften in den Jahren 1935 und 1970 statt.

## Partnerstädte
Die Stadt Vysoké Tatry unterhält mit folgenden Städten eine Städtepartnerschaft:
- Bukowina Tatrzańska, Polen
- Pardubice, Tschechien
- Košice, Slowakei
- Poprad, Slowakei
- Zakopane, Polen
- Nosegawa, Japan
- Kežmarok, Slowakei
- Prostějov, Tschechien

## Persönlichkeiten
- Adam Žampa (* 1990), Skirennläufer
- Andreas Žampa (* 1993), Skirennläufer